# Nalela
Nalela is een bestuurslaag in het regentschap Toba Samosir van de provincie Noord-Sumatra, Indonesië. Nalela telt 467 inwoners (volkstelling 2010).